# Waldemar Andzel
assinatura
Waldemar Franciszek Andzel (Czeladź; 17 de Setembro de 1971 —) é um político da Polónia. Ele foi eleito para a Sejm em 25 de Setembro de 2005 com 4257 votos em 32 no distrito de Sosnowiec, candidato pelas listas do partido Prawo i Sprawiedliwość.